# 言官
言官是明清两代对监察御史和给事中的通称。以其均有建言之责，故称。
监官和谏官，古代并称台谏，通称言官。监官是代表君主监察各级官吏的官吏（耳目）。谏官是对君主的过失直言规劝并使其改正的官吏，甚至一些时期可以参议军国大事，拾遗补阙，接近于皇帝的高级谋士或智囊团。
言官在中国各朝代的称谓有别，秦朝设“谏大夫”，属中郎令；两汉时改称“谏议大夫”，属光祿勳；隋朝时仍称为“谏议大夫”，属门下省；唐朝称谓顺延隋朝，又增设“左拾遗”和“右拾遗”；宋朝时专门设立谏院，首长称“左谏议大夫”和“右谏议大夫”。